# Броккенский призрак

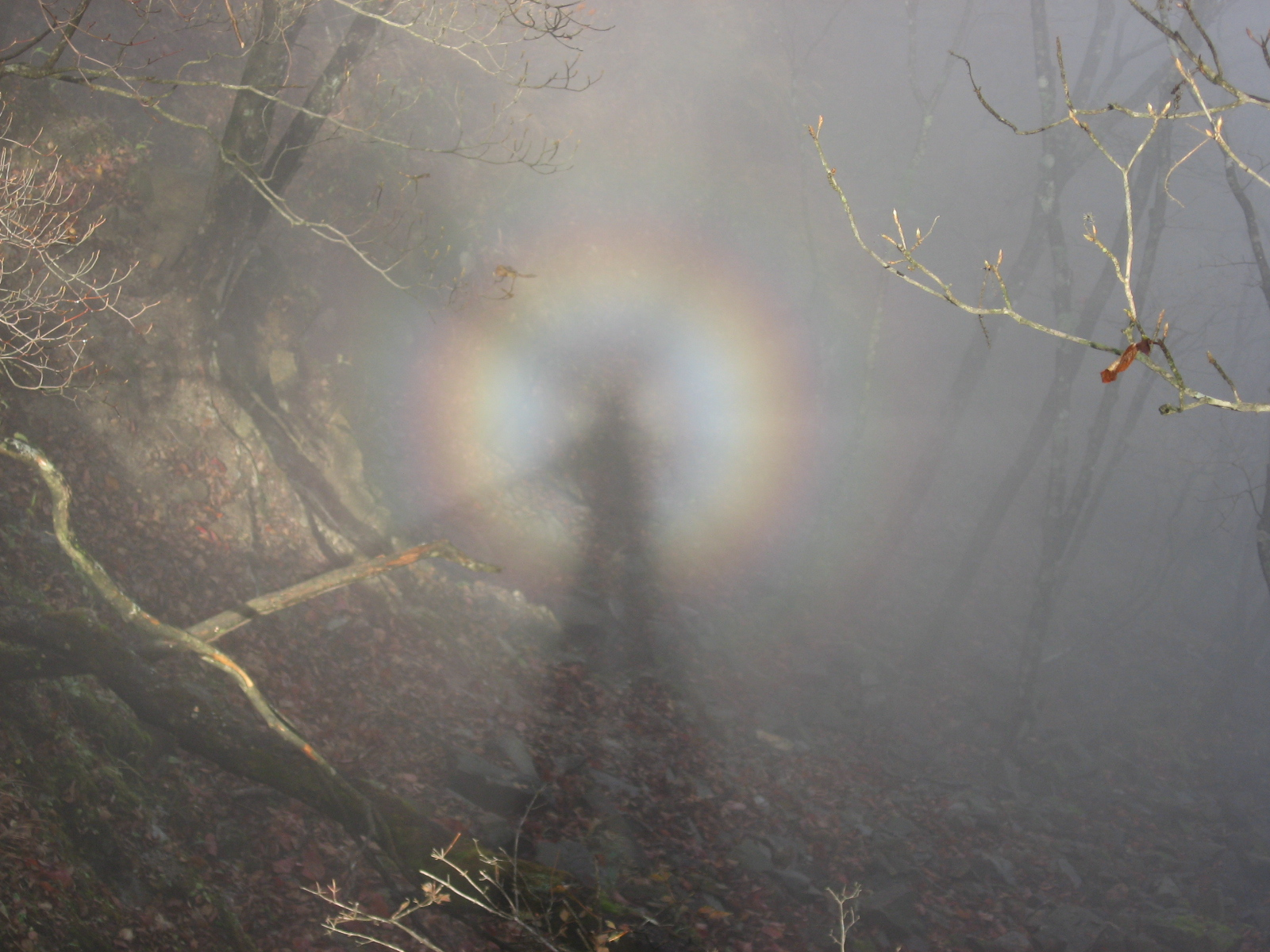
Броккенский призрак

Бро́ккенский призрак (нем. Brockengespenst), также называемый горным призраком — атмосферное оптическое явление, тень наблюдателя на поверхности облаков (тумана) в направлении, противоположном Солнцу. Эта тень может казаться очень большой и иногда окружена цветными кольцами (так называемая глория). Призрак может шевелиться (иногда совершенно неожиданно) из-за движения облачного слоя и колебания плотности в облаке.
Явление можно наблюдать в условиях горного тумана или облачности, или даже из самолёта. Но известность оно приобрело благодаря пику Броккен в горах Гарц в Германии, где постоянные туманы и доступность малых высот позволяют наблюдать его особенно часто. Это способствовало возникновению местной легенды, по которой и дали явлению название. Броккенский призрак наблюдался и был описан Иоганном Зильбершлагом в 1780 году и с тех пор не раз описывался в литературе о горах Гарц. Это явление можно увидеть в любом горном регионе, таком, как национальный парк Халеакала на острове Мауи на Гавайях или в горах Уэльса.

## Возникновение
Броккенский призрак появляется, когда Солнце светит из-за альпиниста, смотрящего вниз с хребта или пика в туман. Тень альпиниста идёт сквозь туман, часто принимая причудливые угловатые очертания, вызванные перспективой. Кажущееся увеличение размеров тени — оптическая иллюзия, объясняемая тем, что наблюдатель соизмеряет свою тень, лежащую на относительно близких облаках, с далёкими объектами поверхности, видимой сквозь просветы в облаках; или когда невозможно сориентироваться в тумане и соизмерить размеры. Кроме того, тени попадают на капли воды, находящиеся на различных расстояниях от глаз, что нарушает восприятие глубины.
Броккенский призрак зачастую окружён светящимися кольцами разного цвета — глорией. Они появляются прямо напротив Солнца, когда солнечный свет отражается от облаков, состоящих из капель воды одинакового размера, вследствие рефракции света, по сути являясь разновидностью радуги.

## Галерея

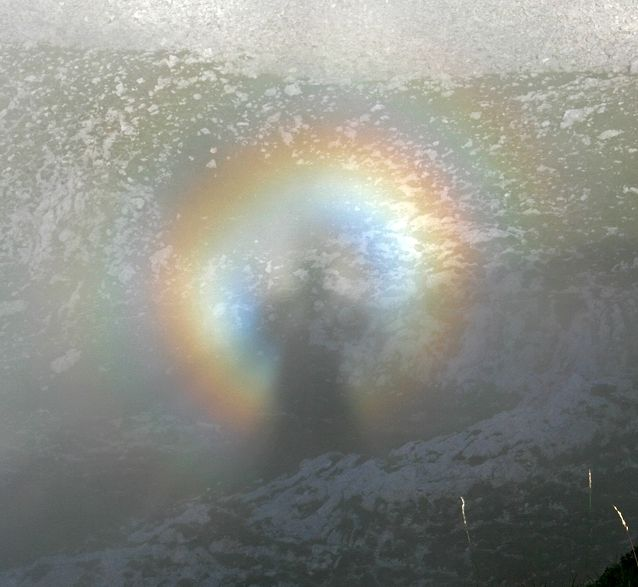
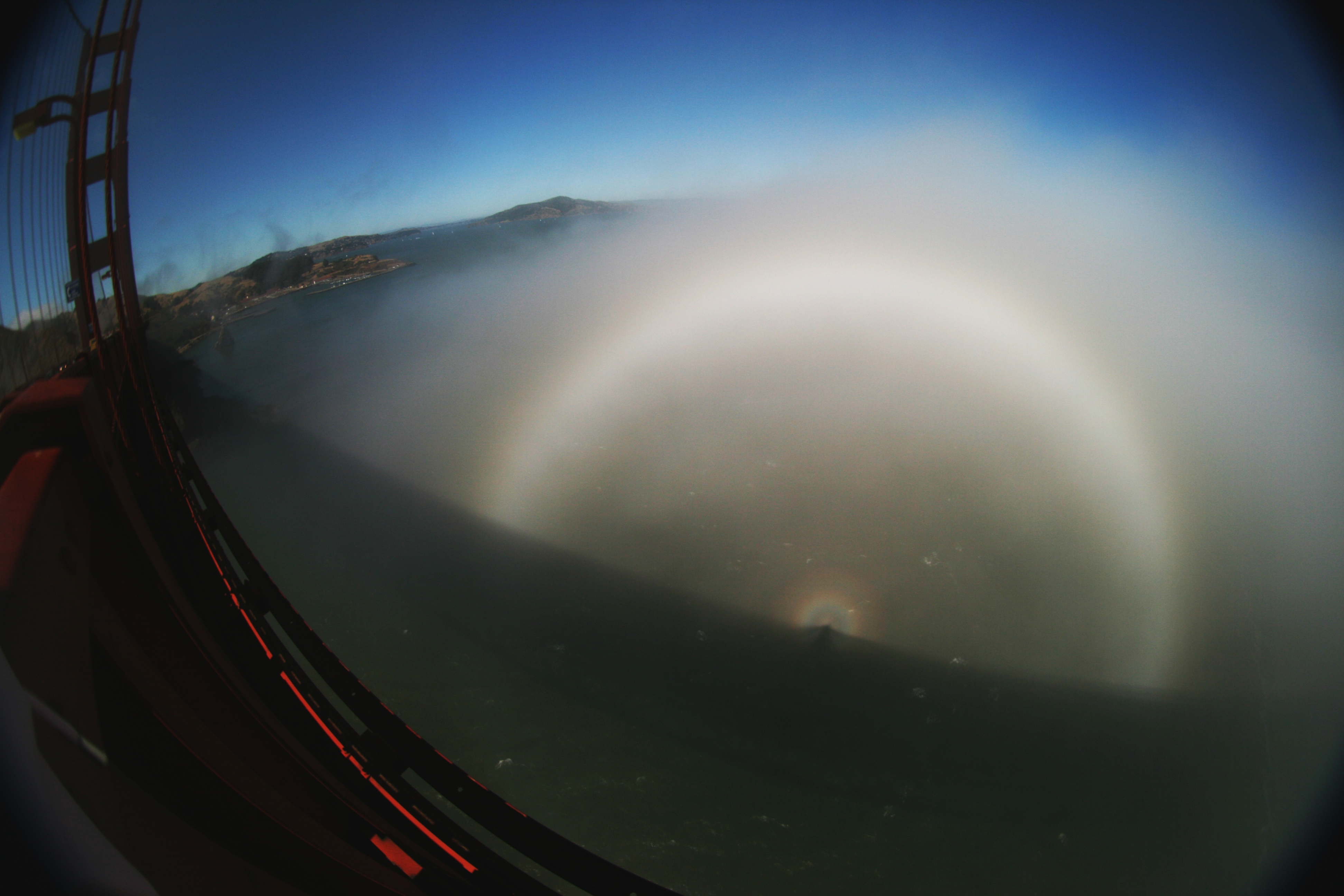
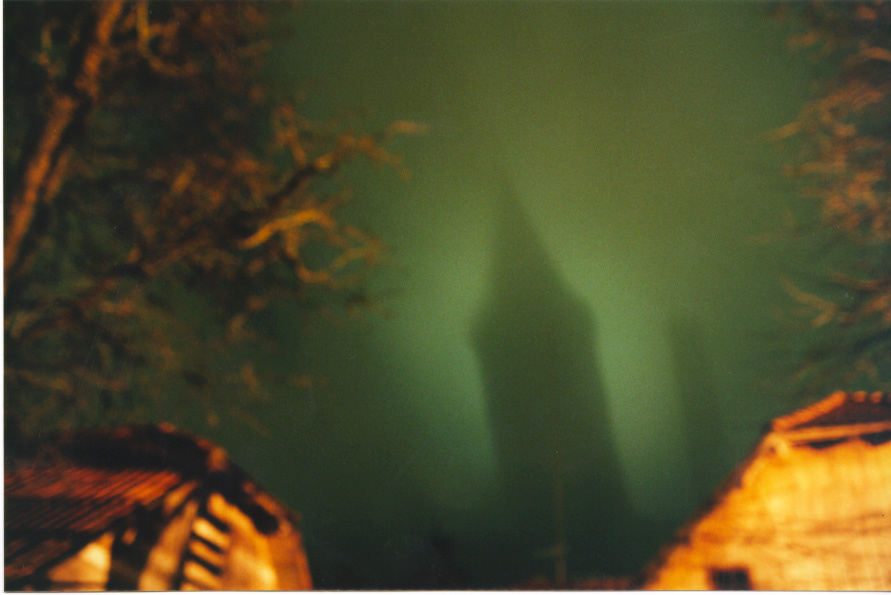
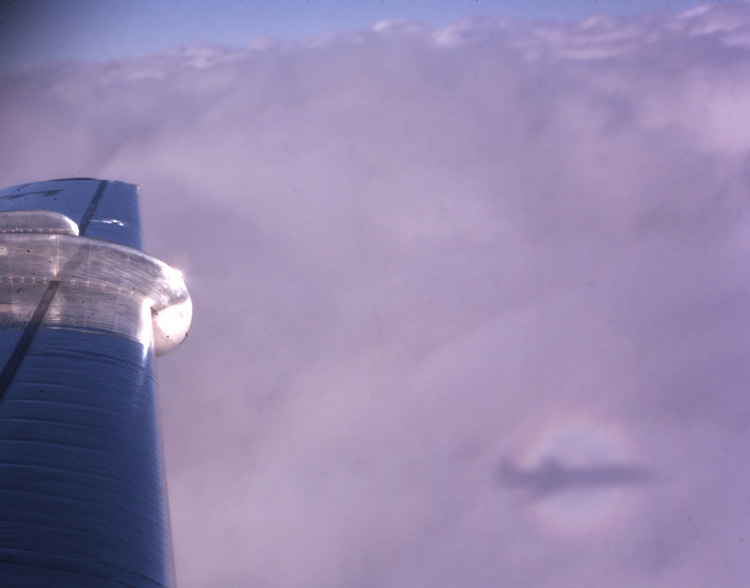

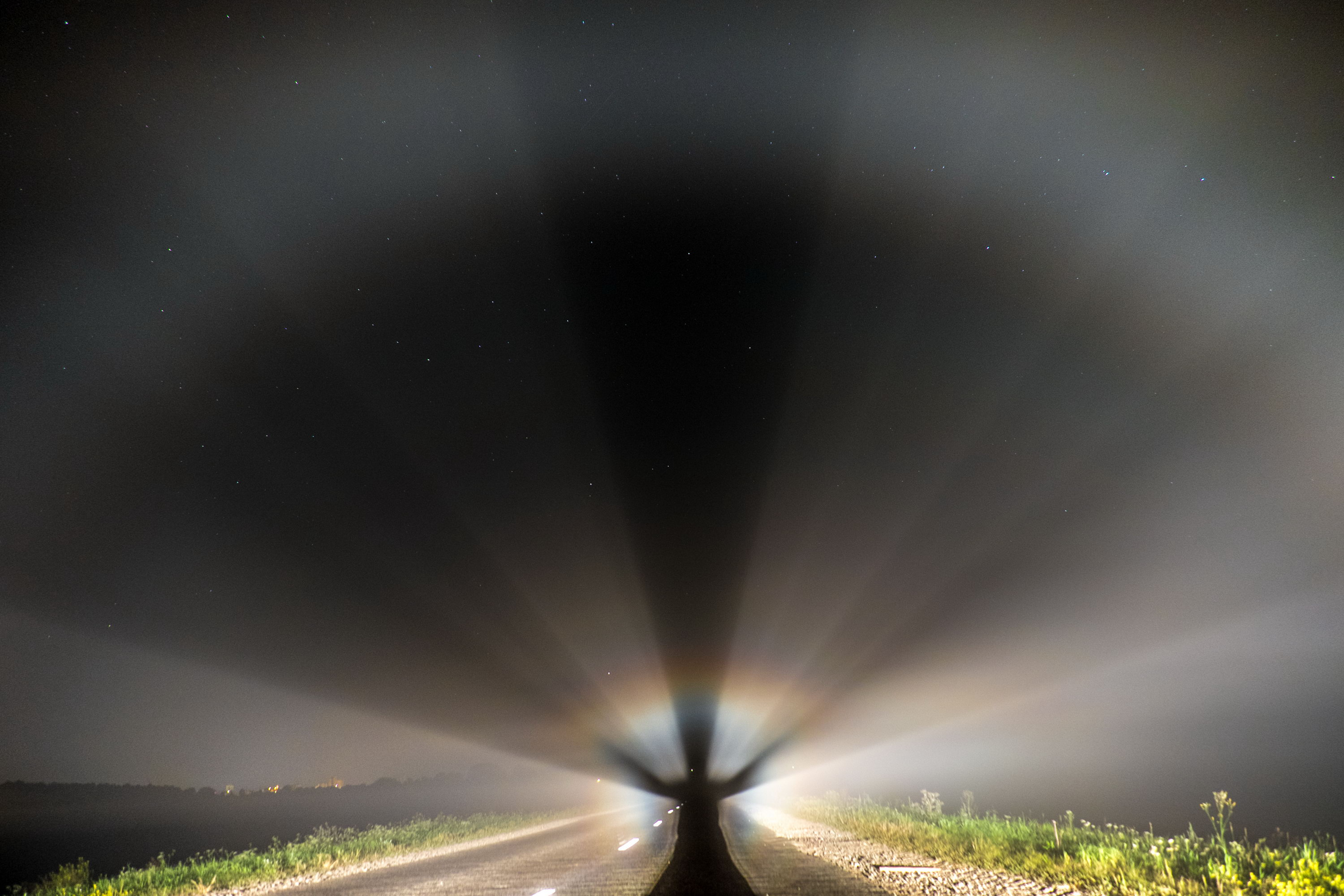